# SJ AB

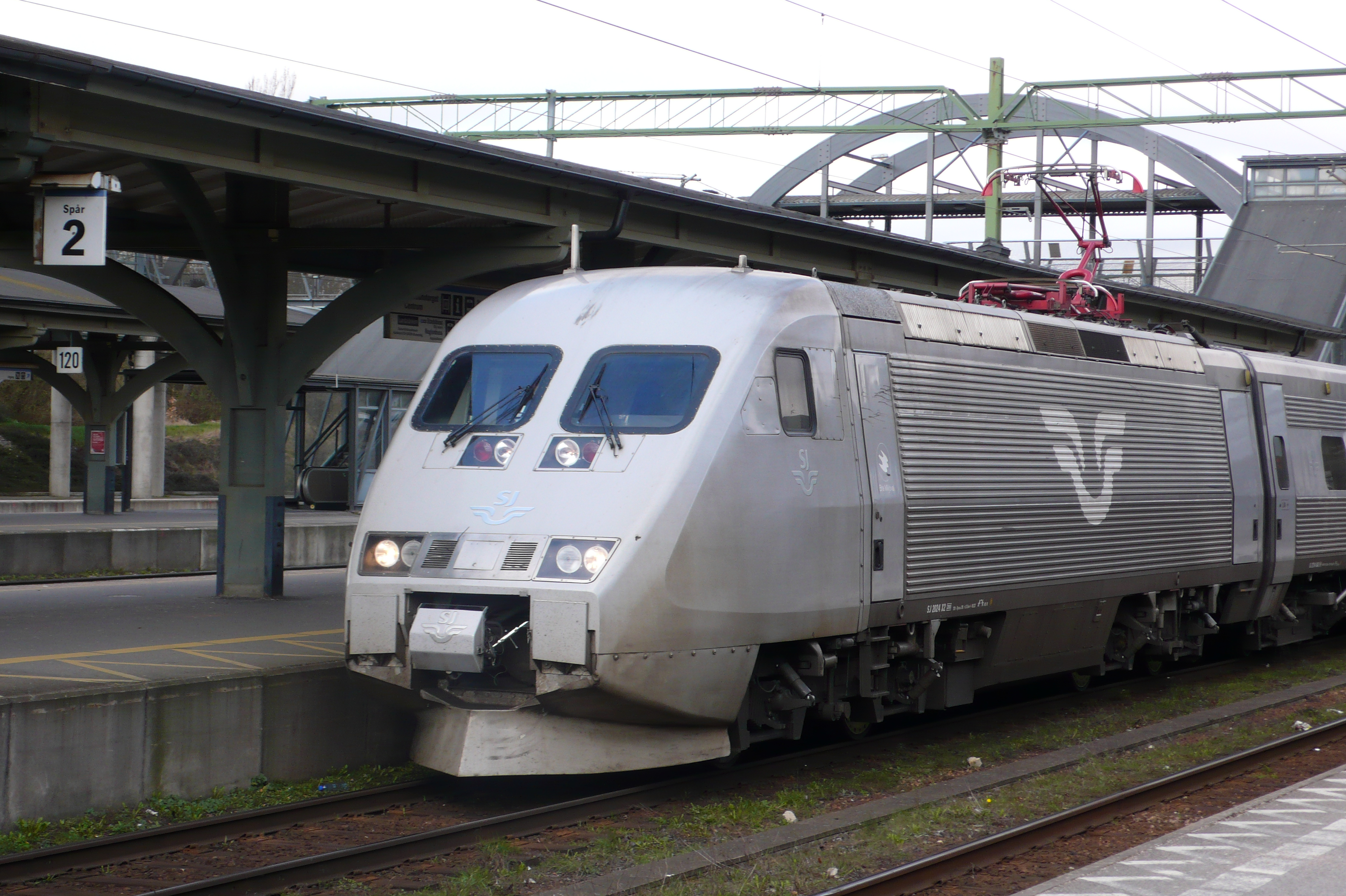
X2000 - sztandarowy pociąg SJ

SJ Aktion Bolaget (także SJ AB, SJ) – państwowy operator pociągów w Szwecji. Obsługuje ok. 11 000 km linii, wśród nich szybkiego ruchu, połączenia międzynarodowe, jak również połączenia lokalne i częściowo kolej aglomeracyjną. Realizuje 55% podróży kolejowych w Szwecji. Jest spółką powstałą w wyniku restrukturyzacji Statens Järnvägar. 100 procent akcji należy do państwa.

## Tabor
Do obsługi linii dalekobieżnych SJ używa głównie jednostek X2000.

## Obsługa ruchu pasażerskiego
Z usług przewoźnika korzysta 100 000 osób dziennie, a całkowita długość obsługiwanych linii wynosi 11 000 km, a liczba stacji - 170. 90 procent ruchu obsługiwanego to połączenia dalekobieżne.

## Historia
Pierwsze przedsiębiorstwo kolejowe powstało w Szwecji w roku 1856 pod nazwą Statens Järnvägar. W roku 2001 nastąpiło podzielenie dotychczasowego przewoźnika na agencję zarządzającą taborem kolejowym i ponadto wydzielenie kilku niezależnych podmiotów zajmujących się infrastrukturą.